# George Killian
George Ernest Killian (6. dubna 1924, Nassau County – 6. prosince 2017) byl americký sportovní funkcionář, bývalý předseda Mezinárodní federace univerzitního sportu (FISU) a Mezinárodní basketbalové federace (FIBA).

## Život
V roce 1954 absolvoval magisterské studium pedagogiky na Univerzitě v Buffalu. V roce 1989 získal titul PhD v oboru veřejná služba na Ohijské severní univerzitě.

### Funkcionářská dráha
Killian působil jako basketbalový trenér a vedl týmy Whartonské střední (1949–1951) a Erijské komunitní koleje v Buffalu (1954–1969). V letech 1990 až 1998 byl předsedou Mezinárodní basketbalové federace FIBA. V roce 1996 se stal členem Mezinárodního olympijského výboru právě z titulu své funkce předsedy FIBA.
Působil také jako pokladník panamerické basketbalové asociace COPABA a jako ředitel Národní atletické asociace juniorských kolejí NJCAA. Byl i pokladníkem a sekretářem americké asociace lehké atletiky USTAF nebo členem správní rady americké gymnastické federace.

### Předseda FISU
Na třech univerziádách byl vedoucím americké delegace. Následně nastoupil do funkce v Mezinárodní unii univerzitního sportu FISU. Byl členem mezinárodní kontrolní komise, v roce 1987 byl zvolen místopředsedou a v roce 1995 prvním místopředsedou. 26. listopadu 1999 ho exekutiva FISU zvolila předsedou organizace místo zesnulého Prima Nebiola.
Funkci předsedy FISU vykonával až do 9. srpna 2011, kdy již na kongresu federace znovu nekandidoval a jeho nástupcem se stal Claude-Louis Gallien.